# Oonops secretus
Oonops secretus là một loài nhện trong họ Oonopidae.
Loài này thuộc chi Oonops. Oonops secretus được Willis J. Gertsch miêu tả năm 1936.